# Seth Raynor
Seth Raynor (* 1874 in New York; † 23. Januar 1926 in Palm Beach) war ein US-amerikanischer Golfarchitekt. Er gilt als einer der Hauptvertreter des goldenen Zeitalters der Golfarchitektur.

## Leben und Werk
Seine erste Berührung mit dem Golfsport hatte Seth Raynor im Alter von 17 Jahren, als er seinem Vater bei der Vermessung des Geländes für den Bau des später berühmten Shinnecock Hills Golf Club half. Diese Erfahrung hatte jedoch zunächst keinen Einfluss auf Raynor, der den Golfsport in der Folge für fast zwei Jahrzehnte aus den Augen verlor. Zunächst studierte er Bauingenieurwesen und Geodäsie in Princeton, bevor er sich in Southampton als Landvermesser und Bauingenieur niederließ und eine Familie gründete.
Im Jahr 1906 kam Charles Blair Macdonald nach Long Island, um ein Grundstück für seine geplanten National Golf Links of America zu suchen. Zwei Jahre später hatte er sich für ein Areal in der Nähe von Shinnecock Hills entschieden und heuerte Seth Raynor an, um es zu vermessen. Dieser erwies sich schnell als idealer Assistent, da sein bescheidenes, aber souveränes Auftreten und sein ausgleichender Charakter eine gute Ergänzung zum aufbrausenden und autoritären Macdonald darstellte. Bald entdeckte dieser die vielfältigen Ingenieurstalente Raynors und beförderte ihn zum Bauleiter für die National Golf Links of America. Nach dem großen Erfolg dieses Projektes stieg Raynor 1914 sogar zum vollwertigen Partner auf. Zusammen realisierten Macdonald und Raynor u. a. Piping Rock (1913), Sleepy Hollow (1914), The Greenbrier (1915) und den Lido Course (1919). Trotz des etwas angespannten Verhältnisses zwischen den Mitgliedern der National Golf Links und Shinnecock, arbeiteten sie 1916 auch am Platz des Nachbarclubs, der seine Stellung als renommiertester Club der Region zurückgewinnen wollte.
Macdonald war ein begeisterter und guter Golfer, seine Hauptmotivation war es immer den zu bauenden Platz selber bespielen zu können und ihn gegebenenfalls über Jahre hinweg immer weiter zu optimieren. Seth Raynor hingegen war ein schlechter und wenig motivierter Golfspieler, er begeisterte sich mehr für die kreative Gestaltungsarbeit und die ingenieursmäßigen Herausforderungen bei der Transformation des Geländes. So kam es, dass Macdonald sich immer häufiger von den Projekten zurückzog und seinem Partner das Feld überließ.
Eines der ersten eigenen Projekte Raynors war 1917 der Platz auf Fishers Island, weitere bedeutende Plätze folgten mit Camargo (1921), Shoreacres (1921) und Yeaman’s Hall (1925). Ebenfalls erwähnenswert sind seine Redesigns des Chicago Golf Club (1923) und des Augusta Country Club (1926). Da die Geschäfte sehr gut liefen, heuerte er 1921 mit Ralph Barton und Charles Banks zwei Assistenten an. Dennoch blieb seine Arbeitslast hoch und er eilte, auch angetrieben vom vereinnahmenden Macdonald, weiterhin von Bauplatz zu Bauplatz. 1926 starb er in Palm Beach an einer Lungenentzündung, nachdem er gerade von einem Projekt in Hawaii nach Hause zurückgekehrt und von dort umgehend nach Florida weitergefahren war. Charles Banks stellte die zu diesem Zeitpunkt laufenden Projekte fertig und entwarf in der Folge auch eine Reihe von Plätzen in Eigenregie, bevor auch er 1931 starb. Charles Blair Macdonald hatte also nicht nur den Stil seiner Schüler nachhaltig beeinflusst, er überlebte sie auch alle.
Stilistisch trieb Seth Raynor das „Template Design“ auf die Spitze, indem er manchmal gleich mehrere Templates in einem Loch kombinierte. Das 4. Loch von Fishers Island ist beispielsweise vom Alps-Typ und hat zusätzlich ein Punchbowl Grün (ein Grün, das wie ein Trichter geformt ist, so dass der Ball immer in die Mitte rollt). Ein anderes Beispiel ist das 6. Loch des Creek Club, eine Kombination aus einem umgekehrten Redan und einem Punchbowl Grün. Insgesamt pflegte Raynor jedoch einen etwas gemäßigteren Stil als sein Mentor, insbesondere gelang es ihm immer wieder die Templates mit natürlichen Geländeformen zu kombinieren. Er arbeitete an etwa 50 Layouts, fast alles davon Neuentwürfe.